# MK2 Nation
MK2 Nation est une salle de cinéma du groupe MK2 situé dans le 12e arrondissement de Paris au 133 boulevard Diderot près de la place de la Nation.

## Historique

### Création de la salle indépendante

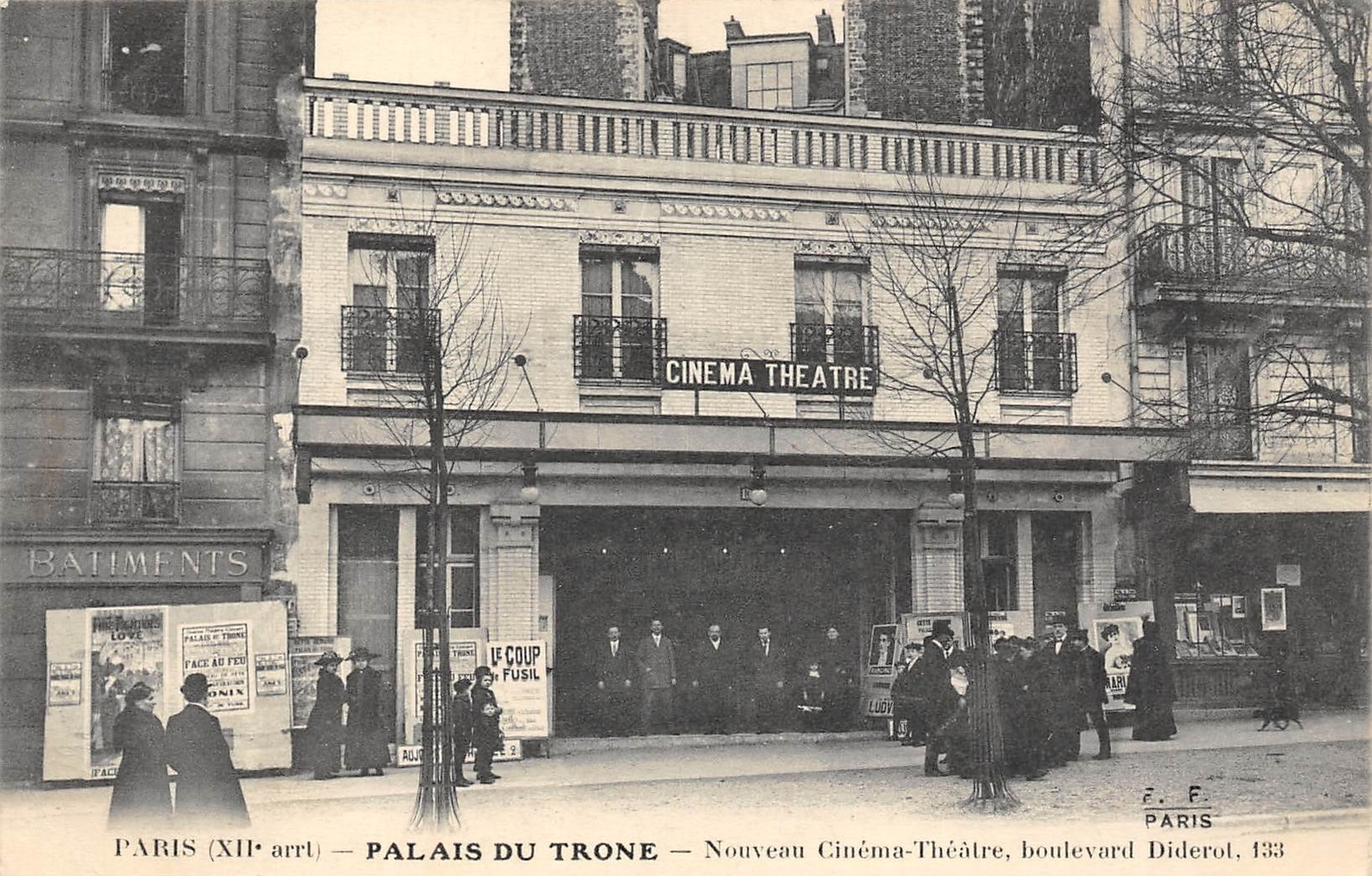
Le Palais du Trône (sur une carte postale expédiée en 1913).

La salle Le Palais du Trône ouvre en 1912 comme salle de concert de 400 places. Elle devient le Concert Brunin, du nom de son propriétaire, en 1913 puis en 1933 est convertie en cinéma appelé Brunin Variétés. 
En 1975, le cinéma devient un complexe de trois salles et est renommé Les Trois Nation. Une quatrième salle, située dans le bâtiment voisin, est ajoutée en 1982. Les Trois Nation est alors l’une des rares exploitations cinématographiques de l'Est parisien qui subsistent (avec le MK2 Gambetta), après leur disparition progressive entre les années 1960 et 1980 telles que les anciennes petites salles qui jalonnaient le cours de Vincennes (La Féria) et la  rue du Faubourg-Saint-Antoine (Le Saint-Antoine, Le Cinéphone), celles de la porte Dorée (L'Athéna et Le Daumesnil) et de la porte de Montreuil (Le Séverine et Le Palais d'Avron) dans le 20e arrondissement. 

### Rachat par MK2
Le cinéma rejoint le groupe MK2 en 1997 et prend alors le nom de 14-juillet Nation. Il devient le MK2 Nation le 29 avril 1998. 

### Reconstruction de 2018
Le MK2 Nation ferme pour travaux en janvier 2018. Les bâtiments qui abritent le cinéma sont entièrement démolis, puis reconstruits, surélevés d'un hôtel. Le nouveau bâtiment, conçu par les architectes Daniel Vaniche et Jean-Christophe Denise, comporte deux niveaux de sous-sol et sept étages pour une surface de 2 035 m2. Le montant total des travaux s'élève à 6.2 millions d'euros.[réf. nécessaire]
Début 2021, au no 135 boulevard Diderot, Elisha et Nathanaël Karmitz créent l'hôtel Le Paradiso (en référence au film Cinema Paradiso), communiquant avec le cinéma voisin. Il propose une loge privative surplombant la salle ainsi que des chambres (34 et deux suites sur sept étages), dont chacune peut se transformer en salle de projection privée. Il dispose également d'un café et d'une terrasse.

## Description

### Salles avant 2018
Le MK2 Nation comportait quatre salles (pour un total de 976 fauteuils) avant sa reconstruction en 2018.
| Salles     | Fauteuils | Taille de l'écran |
| ---------- | --------- | ----------------- |
| Salle no 1 | 399       | 14 m × 6 m        |
| Salle no 2 | 199       | 12 m × 4,5 m      |
| Salle no 3 | 99        | 6,5 m × 2,5 m     |
| Salle no 4 | 279       | 12 m × 5 m        |

### Salles à partir de 2019
Après un an et demi de travaux, le cinéma rouvre ses portes le 20 novembre 2019, enrichi de deux salles supplémentaires, notamment grâce à la suppression des cabines de projection remplacées par un serveur central unique. Des projecteurs laser 2K, un son Dolby 7.1 et des fauteuils dessinés Martin Szekely équipent les six salles (pour un total de 531 fauteuils), toutes accessibles aux personnes à mobilité réduite (PMR) et réparties comme suit :
| Salles  | Fauteuils | PMR |
| ------- | --------- | --- |
| Salle 1 | 226       | 6   |
| Salle 2 | 96        | 3   |
| Salle 3 | 78        | 3   |
| Salle 4 | 56        | 3   |
| Salle 5 | 58        | 3   |
| Salle 6 | 17        | 2   |

Enfin, au printemps 2020, un hôtel de 37 chambres, un café et une terrasse compléteront le nouvel ensemble.

## Accès
Le MK2 Nation est accessible par les lignes 1, 2, 6 et 9 à la station Nation et par la ligne A du RER à la gare de Nation.